# Tossalet de l'Agustí
El Tossalet de l'Agustí és una muntanya de 439 metres que es troba al municipi d'Algerri, a la comarca catalana de la Noguera.